# Étienne de Muret
Pour les articles homonymes, voir Saint Étienne, Étienne de Thiers, Muret et Thiers (homonymie).

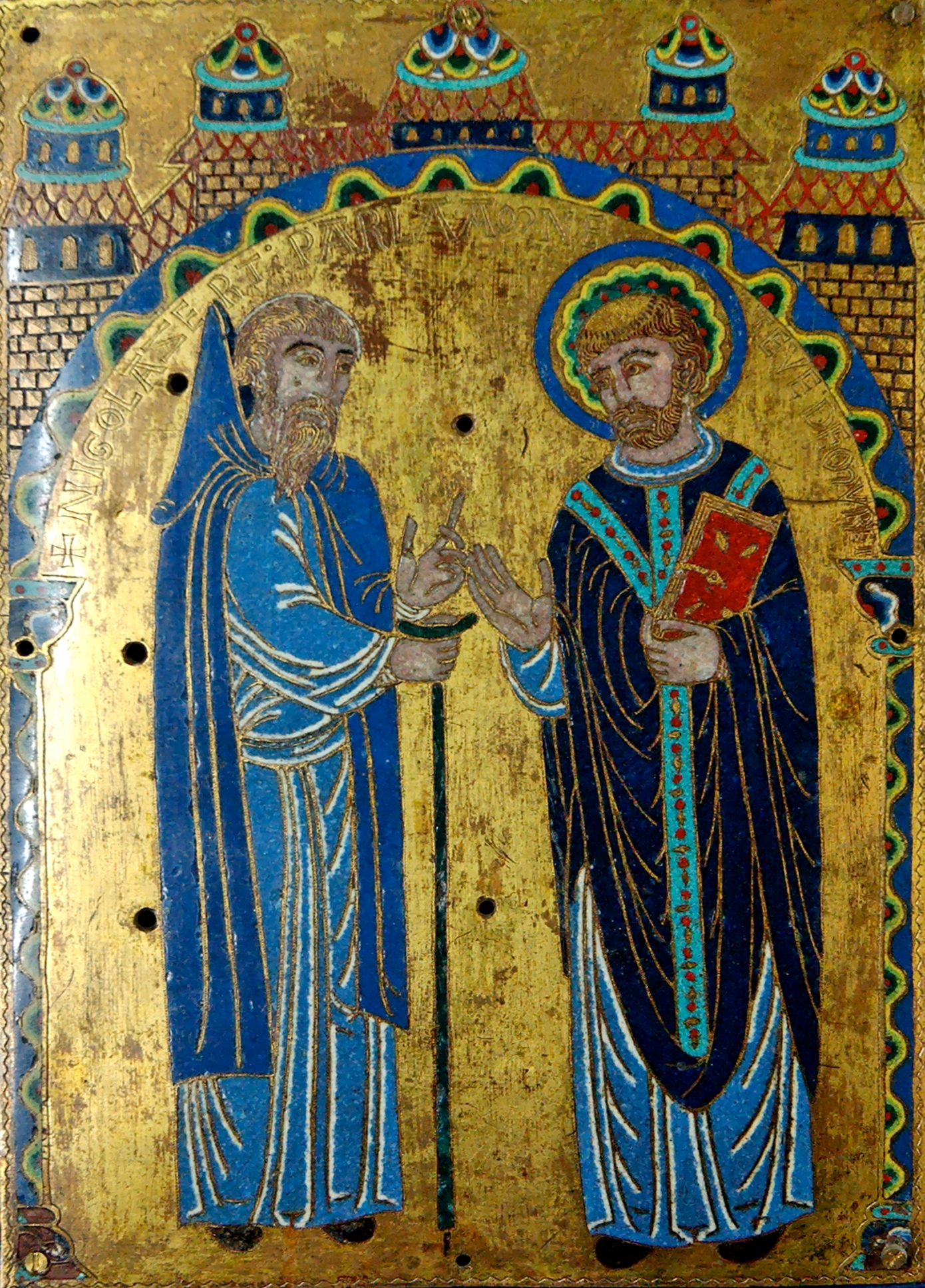
Saint Étienne et Hugues de La Certa, plaque du maître-autel de l'abbaye de Grandmont (XIIe siècle), Paris, musée de Cluny.

Étienne de Muret ou Étienne de Grandmont ou Étienne III de Thiers (en latin : Stephanus Grandimontensis), né en 1045 et mort le 8 février 1124, est un ermite français, fondateur de l'ordre de Grandmont.
Saint de l'Église catholique, il est commémoré le 8 février.   

## Histoire
Fils d'Étienne de Guimart, vicomte de Thiers, et de dame Candide (ou Blanche, Candida en latin), il passe une partie de sa jeunesse en Italie où il observe la vie des moines, en particulier les ermites de Calabre. Il aurait également séjourné auprès de Saint Gaucher. Il abdique en faveur de son oncle Guillaume II de Thiers afin d'entrer dans la vie religieuse. 
Ermite vers 1074 sur la montagne du Muret à Ambazac (Haute-Vienne), et rejoint ensuite progressivement par de nombreux compagnons, il est le fondateur de ce qui deviendra l'ordre de Grandmont. Cet ordre observe une règle particulière ayant une dimension érémitique d'inspiration semblable à celle des Chartreux : la règle de Grandmont. Diacre, il refuse d'accéder à la prêtrise. Ses compagnons se déplaceront à Grandmont, commune de Saint-Sylvestre, après sa mort.
On attribue à saint Étienne de Muret de nombreux miracles,.

## Mémoire de saint Étienne de Muret

### Canonisation et fêtes
Il est canonisé par Clément III en 1189 (événement relaté notamment dans le Speculum Grandimontis). Sa fête est le 8 février (transitus), jour de sa mort. Elle figure aux calendriers de Limoges (mémoire obligatoire) et de Clermont (mémoire facultative).
Ses fêtes secondaires également commémorées par les religieux grandmontains sont la translation de son corps à Grandmont le 25 juin (translatio), sa canonisation le 30 août (revelatio), ainsi que le 15 février (octave de transitus du 8 février).

### Office de saint Étienne
Dom Jean Becquet a reconstitué un office médiéval, la bulle de l'évêque de Limoges de 1612 concernant la fête de saint Étienne, les litanies de saint Étienne (probablement composées par le réformateur Charles Frémon), et la messe de 1755. Un office de saint Etienne a été établi en 1643 avec les textes médiévaux dans le cadre de l'office romain tridentin. Durant l'octave du 8 février au 15 février, les grandmontains lisaient chaque jour la Vita.

### Reliques
La châsse reliquaire, et la dalmatique dite de saint Étienne de Muret (XIIIe siècle), toutes deux objets classés monument historique en 1891, sont conservées dans l'église Saint-Antoine d'Ambazac. Le buste reliquaire de saint Étienne de Muret se trouve dans l'église de Saint-Sylvestre. Des reliquaires se trouvent également à Limoges dans la basilique Saint-Michel-des-Lions et dans l’église Saint-Pierre-du-Queyroix. Des reliques se trouvent dans l'église Saint-Pierre-ès-Liens de Jourgnac, à l'évêché de Limoges, etc.

### Représentations
- En Haute-Vienne
  - Buste reliquaire (XVe siècle), Saint-Sylvestre, église Saint-Sylvestre
  - Peinture murale dans la « chapelle des Saintes Reliques » de la cathédrale de Limoges
  - Statue d'un diacre souvent identifié comme Saint Etienne de Muret, "reliquaire de la vraie croix", Les Billanges, église de la Nativité-de-Saint-Jean-Baptiste[12],[13]. Le blason de la ville représente un buste de Saint Etienne de Muret du fait que la relique aurait été donnée après la suppression de l'abbaye de Grandmont.
- Étienne de Muret représenté au milieu de ses frères, feuillet enluminé du graduel de Grandmont (vers 1496-1507), Ussel (Corrèze), Musée du pays d'Ussel
- Saint Étienne et Hugues de La Certa, plaque du maître-autel de l'abbaye de Grandmont (XIIe siècle), Paris, musée de Cluny.
- Statue (xviie siècle), 149 cm, église Saint-Genès de Thiers (Puy-de-Dôme)[14].
- Saint Genès apparaissant à saint Étienne de Grandmont, tableau du xviie siècle, musée de la Coutellerie de Thiers (Puy-de-Dôme)[15].
- Verrière de l'église Notre-Dame-de-la-Compassion de Dégagnazès (Lot)[16].
- Saint Etienne de Muret et ses premiers disciples, 1617, enluminure pleine page, bibliothèque municipale d'Angers[17].
- Dessin d'une burette reliquaire, église de l'Assomption-de-la-Très-Sainte-Vierge, Marval[18].
- Miracle de Saint Etienne de Muret, tableau, église Sainte Trinité de Roncherolles-sur-le-Vivier (Seine-Maritime)[19],[20].